# Battaglia dell'isola di Kefken
La battaglia dell'isola di Kirpen fu una piccolo scontro navale combattuto durante la campagna del Mar Nero della Prima Guerra Mondiale. Il 29 novembre 1915 l'U-Boat tedesco SM UC-13 stava seguendo cinque navi mercantili russe quando si incagliò al largo della foce del fiume Sakarya in condizioni di maltempo. L'ammiraglio Wilhelm Souchon, comandante tedesco della Marina ottomana, inviò due cannoniere per recuperare il relitto. Durante la crociera successiva, i tre cacciatorpediniere russi della classe Derzky,  Derzky, Gnevny e Bespokoiny si imbatterono nelle cannoniere Taşköprü e Yozgat. Nel combattimento che seguì, gli artiglieri russi spararono con precisione e affondarono rapidamente entrambe le cannoniere al largo dell'isola di Kefken il 10 dicembre 1915.

## Ordine di battaglia
Marina Ottomana:
- Taşköprü, cannoniera
- Yozgat, cannoniera

Marina Russia:
- Derzky, incrociatore
- Gnevny, incrociatore
- Bespokoiny, incrociatore